# Église catholique française
Ne doit pas être confondu avec Église catholique en France ou Église de Châtel.
L'Église catholique française est une Église catholique indépendante fondé en 1831 par l'abbé Châtel, et dissoute en 1843.

## Historique

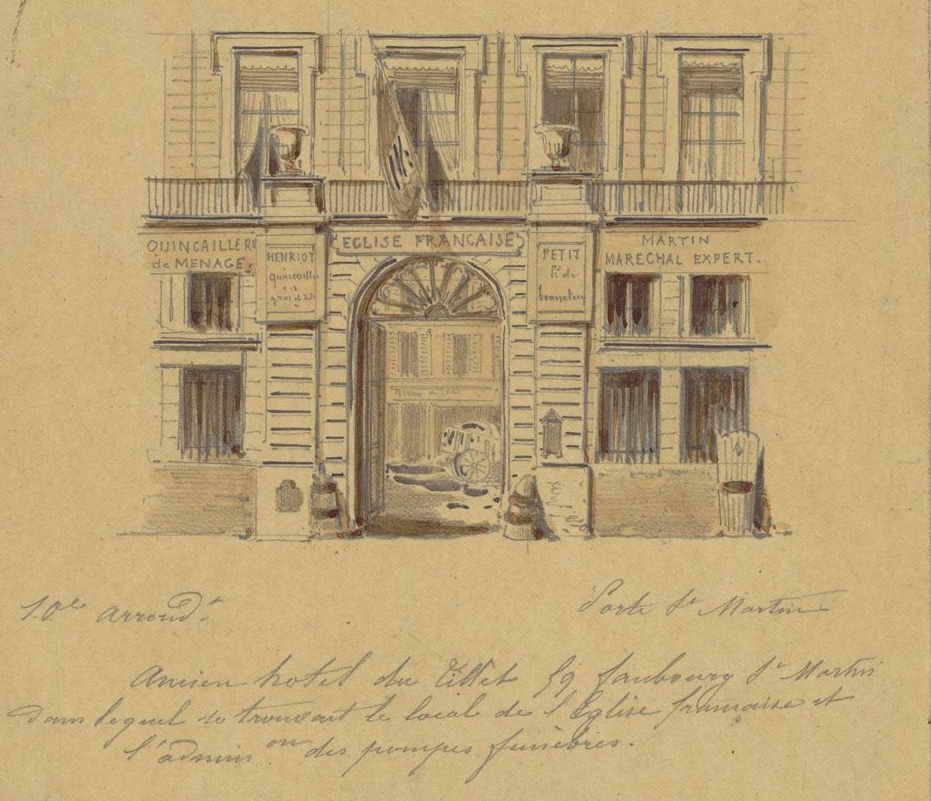
Ancien hôtel du Tillet au 59 rue du Faubourg-Saint-Martin, où était instalée l'Église française.

Dans le contexte du bouleversement politique de la révolution de 1830 et de l'installation au pouvoir de Louis-Philippe Ier, l'Église catholique  se pose majoritairement comme[réf. nécessaire] légitimiste (ou carliste)[Quoi ?]. Sur la base des tensions nées du Concordat, tolérée par le pouvoir qui y voit une occasion d'affaiblir les catholiques, par les libéraux et même soutenue par des socialistes anticléricaux, la religion schismatique de l'« Église catholique française », ou « Église française », voit le jour à Paris en 1831. Son fondateur est un abbé catholique, Ferdinand François Châtel (1795-1857), ce qui vaut au schisme l'appellation d'« Église de Châtel », et ses partisans de « chatellistes ». Une vingtaine de communes voient s'établir un lieu de culte entre 1831 et 1834, durant quelques mois pour certaines, quelques années pour d'autres. Le mouvement, principalement appuyé sur la contestation de l'autorité papale, présente un caractère modérément novateur (liturgie en français, dénonciation des injustices sociales, etc.), et finit par prendre un tournant doctrinal orienté vers l'unitarisme. Le mouvement est interdit par le pouvoir en 1843, et l'abbé Châtel tente sans succès de s'appuyer sur la Révolution de 1848 pour remettre son Église en selle, sans succès.
À Paris, Châtel ouvre d'abord une chapelle au 18 rue des Sept-Voies (aujourd'hui rue Valette). Après la révolution de juillet, il loue pour quelques mois à Chabrand le 251 rue Saint-Honoré, qui deviendra plus tard la salle Valentino, et dont il part en janvier 1831 pour s'installer au 23 rue de la Sourdière. En juin, il célèbre les offices 19 rue de Cléry, salle Lebrun, puis en novembre au 59 rue du Faubourg-Saint-Martin.

## Influence
Par la suite, ce schisme est une référence pour des mouvements chrétiens opposés à l'Église catholique romaine,,,.

## Ouvrages de l'abbé Châtel

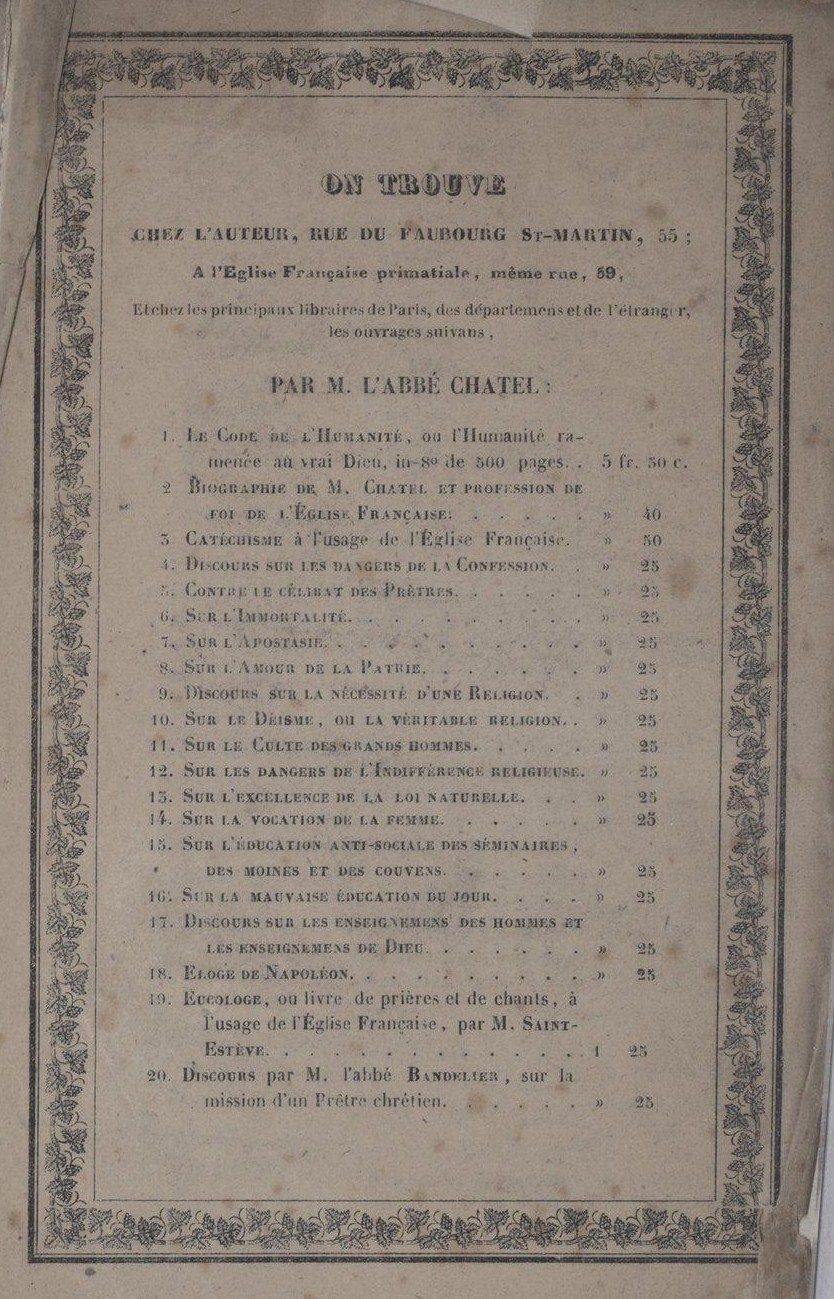
Catalogue d'ouvrages de l’Église Française en 1842.

- Le Code de l'Humanité ou l'Humanité ramenée au vrai Dieu 500 p.
- Biographie de M. Châtel et profession de foi de l’Église Française
- Catéchisme à l'usage de l’Église Française
- Discours sur les dangers de la Confession
- Contre le célibat des prêtres
- Sur l'Immortalité
- Sur l'Apostasie
- Sur l'Amour de la Patrie
- Discours sur la nécessité d'une Religion
- Sur le Déisme, ou la véritable religion
- Sur le Culte des grands hommes
- Sur les dangers de l'Indifférence religieuse
- Sur l'excellence de la loi naturelle
- Sur la vocation de la femme
- Sur l'éducation anti-sociale des séminaires, des moines et des couvents
- Sur la mauvaise éducation du jour
- Discours sur les enseignements des hommes et les enseignements de Dieu
- Éloge de Napoléon
- Discours sur l'esclavage, 1842, 20 p.Consultable sur Gallica

## Autres ouvrages de l'Église catholique française
- Eucologie, ou livre de prières et de chants, à l'usage de l’Église Française, par M. Saint-Estève
- Discours de M. l'abbé Bandelier, sur la mission d'un prêtre chrétien

## Sources